# George Alexander
George Alexander (19 de junio de 1858 – 15 de marzo de 1918) fue un actor y director teatral inglés.

## Biografía
Su verdadero nombre era George Alexander Gibb Samson, y nació en Reading, Inglaterra. Empezó a actuar en funciones amateurs en 1875. Cuatro años más tarde se embarcó en una carrera interpretativa profesional, debutando en Londres en 1881. Interpretó muchos papeles en compañías de primer orden, incluyendo el Teatro Lyceum de Henry Irving. 
En 1890 produjo su primera obra en el Teatro Avenue, y en 1891 dirigió el Teatro St James, donde produjo varias primeras piezas de la época, tales como El abanico de Lady Windermere, de Oscar Wilde (1892). Actuó en The Second Mrs Tanqueray, de Arthur Wing Pinero, en la que interpretaba a Aubrey Tanqueray, obra que llevó a la fama a la actriz Patrick Campbell. 
Una de las más famosas noches de estreno del Teatro Victorian tuvo lugar el 14 de febrero de 1895 cuando se representó La importancia de llamarse Ernesto, de Oscar Wilde. El Príncipe de Gales, Eduardo VII del Reino Unido, acudió al mismo. Posteriormente, El Prisionero de Zenda, de Anthony Hope, se estrenó en 1896. Siguieron más estrenos de obras de Pinero, que completaron una gran serie de éxitos en el St. James, entre los que puede mencionarse la pieza de Stephen Phillips Paolo and Francesca (1902). Sin embargo, la obra de Henry James Guy Domville (1895) supuso un inhabitual desastre. 
En su faceta de director teatral, Alexander destacó por el desarrollo de la moderna comedia de salón. Por otra parte, su esposa le ayudó en el diseño de decorados y en la organización de los vestuarios. Muchos artistas famosos de la Royal Academy diseñaron e incluso pintaron los telones de fondo del St. James. En este sentido puede mencionarse a Lawrence Alma Tadema, que también trabajó para  Irving en el Teatro Lyceum. 
George Alexander permaneció en el Teatro St. James hasta el momento de su fallecimiento, ocurrido en Londres en 1918. Fue nombrado Sir por sus servicios al teatro en 1911.